# Sinagoga de Luxemburg
La Sinagoga de Luxemburg (en luxemburguès: Synagog Stad Lëtzebuerg) va ser inaugurada l'any 1953. Està situada a l'Avinguda Monterey, a Luxemburg. Va ser inaugurada el 28 de setembre de 1894, va ser dissenyada pels arquitectes Ludwig Levy i Charles Arendt, i fou decorada amb l'estil oriental de l'època. Aquesta sinagoga va ser destruïda el 1943 per les tropes del Tercer Reich, durant la Segona Guerra Mundial. La sinagoga actual de Luxemburg, va ser dissenyada pels arquitectes Victor Engels i René Maillet, va ser inaugurada el 28 de juny de 1953.